# Formule Easter
Formule Easter byla formule určená pro okruhové a vrchařské závody, která vzešla ze skupiny C9 v roce 1974. Kromě národních šampionátů se jezdil prestižní seriál závodů automobilových monopostů, v letech 1972 až 1990 v zemích bývalého východního bloku. Byl součástí soutěže o Pohár míru a přátelství, které se místo profesionálních stájí účastnily národní reprezentace: Československo, Německá demokratická republika, Polsko, Svaz sovětských socialistických republik, Maďarsko, Rumunsko a Bulharsko. Také se v této formuli pořádaly národní šampionáty, v Československu se jezdila třída Formule Easter od roku 1974 a nižší Formule Škoda.
Od roku 1963 jezdily země sovětského bloku vlastní seriál Formule 3. V roce 1971 však nepřijaly změnu pravidel Formule 3 a založily vlastní formuli, nazvanou Easter (zkratka anglického East Europe, východní Evropa), která byla odstartována následujícího roku a v roce 1974 získala registraci Mezinárodní automobilové federace. Zdvihový objem motoru byl stanoven na maximálně 1300 kubických centimetrů a výkon do 44 kW, pohotovostní hmotnost vozu musela přesáhnout 420 kg a palivová nádrž nesměla pojmout víc než třicet litrů.
Účastnit se mohly jen vozy, které si jednotlivé země postavily samy za použití součástek z produkce RVHP. Většinou se užívaly motory Lada 21011 (motory musely vycházet z homologovaných automobilů), pneumatiky dodával Barum nebo NIISP v Moskvě, podobný VUGPT/IGTT ve Zline, odpružení bylo upraveno z vozů Barkas. Československé vozy vyráběl plzeňský podnik Metalex, ale někteří závodníci (např. Václav Lím) používali vozy vlastní konstrukce. Závodilo se na okruzích v Mostě a Havířově, východoněmeckém Sachsenringu a Schleizu, polských Kielcích, v SSSR byly tratě v Minsku a na Vrabčích horách v Moskvě, po roce 1986 přibyl maďarský Hungaroring.
V roce 1987 docházelo k náhradě za Formuli Mondial, která umožňovala více úprav a motory do 1600 ccm. Po zániku komunistických režimů byl Pohár míru a přátelství zrušen.

## Seznam vítězůPoháru míru a přátelství
- 1972 Karel Jílek (Československo)
- 1973 Albín Patlejch (Československo)
- 1974 Karel Jílek (Československo)
- 1975 Madis Laiv (SSSR)
- 1976 Jiří Červa (Československo)
- 1977 Karel Jílek (Československo)
- 1978 Ulli Melkus (NDR)
- 1979 Václav Lím (Československo)
- 1980 Ulli Melkus (NDR)
- 1981 Jiří Moskal (Československo)
- 1982 Jan Veselý (Československo)
- 1983 Ulli Melkus (NDR)
- 1984 Ulli Melkus (NDR)
- 1985 Ulli Melkus (NDR)
- 1986 Václav Lím (Československo)
- 1987 Toomas Napa (SSSR)
- 1988 Viktor Kozankov (SSSR)
- 1989 Viktor Kozankov (SSSR)
- 1990 Aleksandr Potekhin (SSSR)